# Distretto di Huachos
Il distretto di Huachos è uno dei dodici distretti della  provincia di Castrovirreyna, in Perù. Si trova nella regione di Huancavelica.